# 1244

## Události
- dobyt katarský Montségur, dvě stě dvacet pět katarů hromadně upáleno na hranici
- aragonský král Jakub I. dobyl Játivu

## Narození
- 6. dubna – Jan III. Braniborský, braniborský markrabě († 1268)
- ? – Jan XXII., avignonský papež, († 4. prosince 1334)

## Úmrtí
- Eleonora Kastilská, aragonská královna (* 1202)

## Hlava státu
- České království – Václav I.
- Svatá říše římská – Fridrich II.
- Papež – Inocenc IV.

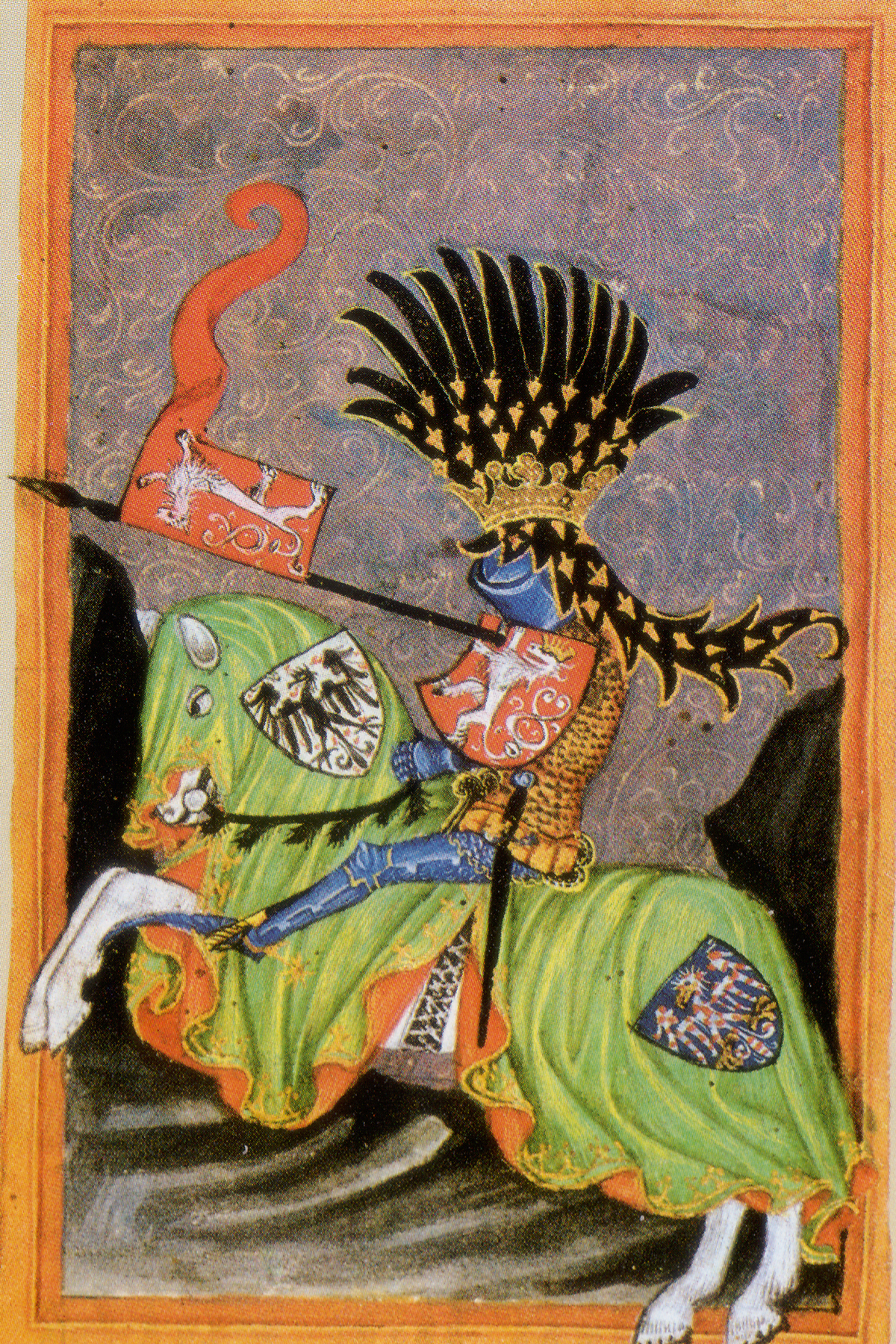
Jezdecký portrét Václava I. v Gelhausenově kodexu

- Anglické království – Jindřich III. Plantagenet
- Francouzské království – Ludvík IX.
- Polské knížectví – Boleslav V. Stydlivý
- Uherské království – Béla IV.
- Aragonské království – Jakub I.
- Kastilské království – Ferdinand III. Kastilský
- Latinské císařství – Balduin II.
- Nikájské císařství – Jan III. Dukas Vatatzés